# عاشق (فیلم ۱۹۹۲)
عاشق (به انگلیسی: The Lover) فیلمی فرانسویو اروتیک به کارگردانی ژان ژاک آنو محصول سال ۱۹۹۲ است.

## خلاصه داستان
سایگون، سال ۱۹۲۷، دختر فرانسوی پانزده ساله‌ای (جین مارچ) به جوانی چینی (لونگ) دل می‌بندد. اما طبق سنت بومی باید به ازدواجی تعیین شده تن بدهد. جوان تمام قرض‌های برادر دختر و همین‌طور هزینهٔ بازگشت او را به فرانسه تأمین می‌کند. دختر همراه خانواده‌اش به فرانسه می‌رود، در حالی‌که هنوز به جوان علاقه دارد. سال‌ها بعد که زن نویسندهٔ معروفی شده است، محبوبش تلفن می‌کند و می‌گوید هنوز او را دوست دارد....

## ویژگی‌های فیلم‌نامه
اقتباسی بر مبنای رمان خود ـ سرگذشت ـ نامه‌ای دوراس و با صدای ژن مورو به عنوان راوی، در حالی‌که تا به حال چند نفر دیگر (رنه کلمان، پیتر بروک، تونی ریچاردسن و آلن رنه) دست به اقتباس آثار دیگری از دوراس زده‌اند، کار آنو هیچ توجیه فرهنگی یا حتی تجاری نمی‌خواهد، فیلم، فقط بیانگر نگاه خاص او است؛ فیلمی پر خرج برای توصیف و کشف عشقی همزمان واقع گرایانه و تغزلی و بدون تکلف.